# Mimectatina variegata
Mimectatina variegata är en skalbaggsart som beskrevs av Keiichi Kusama och Masatoshi Takakuwa 1984. Mimectatina variegata ingår i släktet Mimectatina och familjen långhorningar. Inga underarter finns listade i Catalogue of Life.